# Gooische Frieten
Gooische Frieten was een korte komische Nederlandse serie die niet werd uitgezonden op televisie, maar door RTLXL, het vod-kanaal van RTL. De reeks vertelt het verhaal van de schoonzusjes Jooke en Presilla. Samen baten zij de gelijknamige snackbar uit. Daar ontvangen zij verscheidene BN'ers.

## Personages

### Jooke Drooglever Fortuyn–Spek
Jooke (gespeeld door Annemieke Aalderink Bakker) is getrouwd met Pieter Drooglever Fortuyn en heeft twee kinderen. Ze is een rasechte Amsterdamse en heeft nog gezongen in café de Bolle Jan van de ouders van René Froger.
Jookes man Pieter (gespeeld door Dennis Overeem) is loodgieter en SM-slaaf. Hij is tevens de broer van Presilla.

### Presilla Drooglever Fortuyn
Presilla (gespeeld door Cynthia Abma) heeft verkering met Rob. Presilla is geboren en getogen in Rotterdam. Ze is een echt luxepaardje en modepopje, maar Presilla werkt in de snackbar omdat haar vriend (die eigenaar is van de zaak) in de gevangenis zit wegens geweldpleging, mishandeling, chantage en oplichting. In aflevering 14 overlijdt deze ook.

## Gastrollen
Aflevering 1
- Camilla Siegertsz - Zichzelf
- Daniël Boissevain - Zichzelf

Aflevering 2
- Achmed Akkabi - Zichzelf

Aflevering 3
- Marian Mudder - Zichzelf

Aflevering 4
- Marian Mudder - Zichzelf
- Quintin Colicchia - Italiaan

Aflevering 5
- Céline Purcell - Zichzelf
- Sebastiaan Labrie - Beveiliger
- Jennifer Hoffman - Zichzelf

Aflevering 6
- Jennifer Hoffman - Zichzelf

Aflevering 7
- Tamara Brinkman - Klant
- Maik de Boer - Zichzelf

Aflevering 8
- Dennis Overeem - Pieter Drooglever Fortuyn

Aflevering 9
- Haye van der Heyden - Zichzelf
- Oren Schrijver - Klant

Aflevering 10
- Peter Beense - Zichzelf

Aflevering 11
- Ferry Doedens - Klant
- Anke van t Hof - Zangeres

Aflevering 12
- Gürkan Küçüksentürk - Zichzelf

Aflevering 13
- Jolanda van den Berg - Klant

Aflevering 14
- Thijs Römer - Zichzelf
- Gigi Ravelli - Zichzelf

Aflevering 15
- Joshua Rubin - Deurwaarder

Aflevering 16
- Bettina Berger - Duitse klant

Aflevering 17
- Hadewych Minis - Maastrichtse klant
- Thijs Römer
- Gigi Ravelli
- Bettina Berger
- Daniël Boissevain
- Camilla Siegertsz
- Marian Mudder
- Jennifer Hoffman
- Achmed Akkabi
- Quintin Colicchia
- Sebastiaan Labrie
- Céline Purcell
- Maik de Boer
- Gürkan Küçüksentürk
- Joshua Rubin
- Jolanda van den Berg
- Anke van t Hof
- Ferry Doedens
- Peter Beense
- Oren Schrijver
- Haye van der Heyden
- Dennis Overeem
- Tamara Brinkman